# 작가 미상
《작가 미상》(독일어: Werk ohne Autor)은 2018년 개봉한 독일의 성장, 로맨틱 드라마 영화이다. 플로리안 헨켈 폰 도너스마르크가 감독과 각본을 맡았다. 제75회 베네치아 영화제 황금사자상 경쟁후보작이다.

## 출연

### 주연
- 톰 쉴링 : 쿠르트 바르너트 역
- 폴라 비어 : 엘리 시반트 역
- 세바스티안 코치 : 칼 시반트 역

### 조연
- 사스키아 로젠달 : 엘리자베스 메이 역
- 올리버 마수치 : 안토니우스 판 페르텐 역
- 한노 코플러 : 귄터 프레우서 역
- 이나 베이세 : 마르타 시반트 역
- 라이너 복 : 부르가르트 크롤 역
- 라르스 아이딩어 : 오스텔룽스프히어러 하이너 케르스텐스 역
- 벤 벡커
- 요하나 가스트도프
- 피츠 버코우스키
- 플로리안 바솔로마이
- 죄르그 슈타우프 : 요한 바르너트 역
- 다비드 슈터
- 카이 코흐르스 : 쿠르트 바르너트 (6세) 역
- 자넷 하인 : 발트라우트 바르너트 역

## 기타
- 미술: 실크 뷰어
- 특수효과: 클라우디어스 라우치
- 의상: 가브리엘 바인더
- 배역: 시모네 베어
- 플로리안 헨켈 폰 도너스마르크 감독의 전작 타인의 삶에서 슈타지의 감찰을 당한 작가 게오르크 드라이만 역을 맡은 제바스티안 코흐는 본작에서 나치이자 동독 체제에 재빨리 순응하는 기회주의적 인물로 등장한다.